# Blödauge

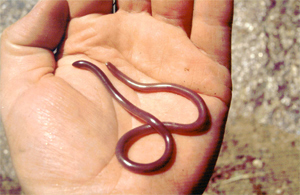

Das Blödauge (Xerotyphlops vermicularis, Syn.: Typhlops vermicularis), wie viele andere Arten der Gattung Xerotyphlops häufig auch nur als Wurmschlange oder Europäische Wurmschlange bezeichnet, ist eine Art aus der Familie der Blindschlangen (Typhlopidae), die auf dem Balkan, in Südwestasien und Nordostafrika verbreitet ist.

## Merkmale
Das Blödauge erreicht eine Länge von 18 bis 30 Zentimetern. In seiner Gestalt ist es wurmartig mit einem stumpfen, nicht vom Körper abgesetzten Kopf. Der Körper ist vollständig von kleinen glatten Schuppen besetzt, die rundum gleich aufgebaut sind. Die Bauchschuppen sind nicht als langgezogene Bauchschienen ausgebildet, der Schwanz endet in einer dornartigen Schwanzschuppe, die bei der Fortbewegung als „Nachschieber“ dient. Am Kopfende hat die Schlange zwei kleine und schwarze Augen, der Rest des Körpers ist rosafarben. Der Bauch ist etwas heller als der Rücken und durchscheinend, sodass die inneren Organe sowie Eier und Futterreste sichtbar sind.

## Verbreitung und Lebensraum
Das Blödauge lebt in Südosteuropa auf dem Balkan vom südwestlichen Montenegro über Albanien, Mazedonien und Südbulgarien bis nach Griechenland, außerdem im Nordost-Ägypten, in Transkaukasien und in Südwestasien. In Kroatien liegt ein vermutlich allochthones Vorkommen auf der Zadar vorgelagerten Insel Dugi Otok. Man findet die Art im Flach- und Hügelland und an Trockenhängen, vor allem in Gebieten mit lockerer, krautiger Vegetation.

## Lebensweise
Die Schlange ist an eine rein unterirdische Lebensweise angepasst. Sie lebt in unterirdischen Gangsystemen und unter Steinen. An die Oberfläche kommt sie nur ausnahmsweise, vor allem während andauernder Regenfälle, in der Dämmerung oder nachts. Je nach Höhenlage und Temperatur hält sie zwei bis sechs Monate Winterruhe. Im Süden Griechenlands (Peloponnes) kann sie jedoch auch ganzjährig aktiv sein.
Die Nahrung des Blödauges besteht vor allem aus Ameisen sowie deren Puppen und Eiern, außerdem frisst sie andere unterirdisch lebende Insekten sowie Tausendfüßer und Würmer. Zur Fortpflanzung legen die Weibchen vier bis acht längliche Eier.